# Diego Viga
Diego Viga (geboren 7. Juni 1907 als Paul Engel in Wien, Österreich-Ungarn; gestorben 27. August 1997 in Quito) war ein ecuadorianischer Mediziner und Schriftsteller österreichischer Herkunft.

## Leben
Paul Engel war der Sohn des Textilfabrikanten Julius Engel und der Klara Rosenfeld. Er besuchte ab 1918 das Wiener humanistische Gymnasium Wasagasse. Nach dem Abitur begann er 1926, an der Universität Wien Medizin zu studieren. Er beschäftigte sich während der höheren Semester vorwiegend mit Biochemie und publizierte eine Reihe von Aufsätzen über seine Forschungen auf diesem Gebiet. Später wechselte er zum Institut für Allgemeine und Experimentelle Pathologie, wo er hauptsächlich zu endokrinologischen Themen und speziell über die Rolle der menschlichen Epiphyse forschte. Im Februar 1933 promovierte er in Wien zum Doktor der Medizin.
Nach der Promotion praktizierte Engel als Chirurg an der Chirurgischen Universitätsklinik Wien mit dem Ziel einer Niederlassung als Gynäkologe; gleichzeitig setzte er seine Hormonforschungen fort. Nachdem sich im Jahre 1934 nach der Niederschlagung von Arbeiteraufständen durch den Bundeskanzler Dollfuß im Februar und einen misslungenen nationalsozialistischen Putschversuch im Juli die innenpolitischen Verhältnisse, insbesondere für die österreichischen Juden, verschlechtert hatten, beschloss Engel, eine Zeitlang ins Ausland zu gehen. Er bewarb sich um eine Stelle in der uruguayischen Hauptstadt Montevideo und reiste per Schiff über Mittelmeer und Atlantik nach Südamerika. In Montevideo arbeitete er in einem endokrinologischen Labor. Im Oktober 1935 schloss er mit seiner langjährigen Freundin Josefine Monath, die in Wien zurückgeblieben war, per Ferntrauung die Ehe vor einem Rabbiner. Die Hoffnung, seine nunmehrige Ehefrau nach Uruguay nachholen zu können, zerschlug sich, und Engel kehrte Anfang 1936 nach Österreich zurück. Er fand an der Wiener Universitätsklinik eine Anstellung als Hilfsarzt für Gynäkologie, setzte dort seine Hormonforschungen fort und veröffentlichte weitere Aufsätze in Fachzeitschriften. Nach dem Anschluss Österreichs an das Deutsche Reich im März 1938 wurde Engels Stellung in Österreich unhaltbar. Er nahm das Angebot einer ungarischen Pharmaziefirma an und reiste mit dem Schiff nach Südamerika, wo er als Pharmazievertreter arbeiten sollte.
Im Mai 1938 kam Paul Engel in Kolumbien an. Er arbeitete als Ärztevertreter in der Hauptstadt Bogotá. Daneben war es ihm mit Hilfe einheimischer Forscher möglich, seine Forschungen über Sexualhormone fortzusetzen. Ab Juli 1938 war er außerordentlicher Professor für Endokrinologie an der Universidad Libre in Bogotá. Im Laufe des Jahres gelangten nach Überwindung vieler Hindernisse auch seine Frau Josefine, sein Bruder Walter mit Frau und seine Eltern ins kolumbianische Exil. Anfang 1939 übernahm Engel den Lehrstuhl für Biologie an der Universidad Libre in Bogotá. Zur gleichen Zeit wurde er Vertreter einer US-amerikanischen Pharmazie-Firma, für die er in den kommenden Jahren ausgedehnte Geschäftsreisen durch Kolumbien, Venezuela, Ecuador und Panama unternahm. Während dieser Reisen begann Engel mit dem Verfassen von Essays und ersten belletristischen Versuchen. In Bogotá macht er die Bekanntschaft des antifaschistischen Exilautors Erich Arendt, der ihn stark bei seiner schriftstellerischen Arbeit und in seiner marxistischen Weltanschauung beeinflusste. Ab 1941 entstanden neben der wissenschaftlichen Arbeit Romane und Erzählungen in deutscher und spanischer Sprache, in denen Engel sowohl Erfahrungen seiner österreichischen Jahre als auch seiner südamerikanischen Reisen verarbeitete.
Anfang 1945 gab Engel die Reisetätigkeit auf und übernahm eine Stelle als wissenschaftlicher Mitarbeiter in den „Laboratorios Hormona“, die sein früherer ungarischer Arbeitgeber in Bogotá betrieb. Engel lehnte nach Ende des Zweiten Weltkrieges eine Rückkehr nach Österreich ab.
Er übernahm weitere Lehrverpflichtungen, u. a. in Pharmakologie an der kolumbianischen Universidad Nacional. Ab 1950 war Engel als wissenschaftlicher Berater Angestellter eines ecuadorianischen Pharmazie-Unternehmens, für das er von 1950 bis 1955 in der ecuadorianischen Hauptstadt Quito tätig war; wenig später siedelte die gesamte Familie nach Ecuador über. Im Jahre 1955 erschien Engels’ erste belletristische Veröffentlichung, der Roman „Der Freiheitsritter“, wie alle seine literarischen Werke unter dem Pseudonym „Diego Viga“ beim ostdeutschen Paul-List-Verlag.
Nachdem Engel seine Anstellung als Pharmakologe verloren hatte, hielt sich der Autor, der zeit seines Lebens ein passionierter Bergsteiger war, als Vertreter einer Exportfirma für Tropenhölzer in der Hochgebirgsregion um den Chimborazo auf; auch diese Erfahrungen flossen später in erzählerische Werke ein. 1958 hielt Engel eine Reihe philosophischer Vorlesungen an der ecuadorianischen Staatsuniversität und bekam die Gelegenheit zu einer ersten Reise zu den Galápagos-Inseln. Um die gleiche Zeit erhielt er eine Professur für Biologie und allgemeine Pathologie an der Universidad Central von Quito; ab 1961 praktizierte er als Facharzt für Endokrinologie in der ecuadorianischen Hauptstadt. In den Sechzigerjahren erhielt Engel mehrere Literaturpreise in Ecuador, 1972 und 1977 wurde er von der DDR, in der seine deutschsprachigen Werke ausschließlich erschienen, jeweils mit der Ehrennadel der Liga für Völkerfreundschaft ausgezeichnet.

## Werke (Auswahl)
Erzählungen
- El diagnóstico. 16 cuentos de 3 dêcadas. Casa de la Cultura Ecuatoriana, Quito 1969.
- Las pecas de mamá. seis cuentos. Editorial Minerva, Quito 1970.
- Cuentos. Casa de la Cultura Ecuatoriana, Guayaquil 1978.

Romane
- Der Freiheitsritter. Entwicklungsgeschichte eines älteren Herren. List-Verlag, Leipzig 1955.
- Schicksal unterm Mangobaum. Roman. List-Verlag, Leipzig 1957.
- Die sieben Leben des Wenceslao Perilla. List-Verlag, Leipzig 1958.
- Der geopferte Bauer. Roman. List-Verlag, Leipzig 1959.
- Die Indianer. Roman. List-Verlag, Leipzig 1960.
- Waffen und Kakao. Roman. List-Verlag, Leipzig 1961.
- Die sonderbare Reise der Seemöwe. Roman. List-Verlag, Leipzig 1964.
- Eva Heller. Novela. Editorial Universitas, Quito 1966.
- Die Parallelen schneiden sich. Roman. List-Verlag, Leipzig 1969. Neuausgabe u.d.T. Die Unpolitischen. Edition Atelier, Wien 2022.
- La viuda de Soto. Novela. Casa de la Cultura Ecuatoriana, Quito 1971.
- Station in Esmeraldas. Roman. List-Verlag, Leipzig 1973.
- Die Konquistadoren. Roman. List-Verlag, Leipzig 1975.
- Die Lose von San Bartolomé. Roman. List-Verlag, Leipzig 1977.
- Weltreise in den Urwald. Roman. Mitteldeutscher Verlag, Halle/Saale 1979.
- Das verlorene Jahr. Roman. Mitteldeutscher Verlag, Halle/Saale 1980.
- Aufstieg ohne Chance. Roman. Mitteldeutscher Verlag, Halle/Saale 1982.
- Ankläger des Sokrates. Roman aus dem alten Athen. Mitteldeutscher Verlag, Halle/Saale 1987, ISBN 3-354-00165-8.

Theaterstücke
- Sanatorio para nerviosos. 4 piezas en un acto. Editorial Universitas, Quito 1967.

Sachbücher
- Evolución filogenética emergente. Commemoración del centenario de la publicación por Charles Darwin „El origen de las especies“. Editorial Universitas, Quito 1958 (zusammen mit José D. Paltán und José A. Homs).
- Visión de la filosofía en el sigo XX. Editorial Universitas, Quito 1958.
- El eterno dilema. 4 momentos de la historia del espíritu. Editorial Universitas, Quito 1964.
- Shakespeare en su cuatricentenario. Cuenca 1964.
- Los sueños de Cándido. Editorial Universitas, Quito 1968.
- Algunas deliberaciones sobre arte. Ciencia y literatura. Editorial Universitas, Quito 1972.
- Punto de salida, punto de llegada. Editorial Universitas, Quito 1977.
- Nachdenken über das Lebendige. Urania-Verlag, Leipzig 1977.
- Las Islas Galápagos y la teoría de Darwin. Quito 1981.
- Catorce ensayos. Editorial Su Liberia, Quito 1985 (Breves ensayos de cultura general; Band 3).
- Mauricio Toledana en espejo cóncavo. Editorial El Conejo, Quito 1987.